# Андрей Юрьевич (князь галицкий)
Андрей Юрьевич (Андрей I, Андрей Галицкий) (ум. 1323) — князь Волынский. Правил с 1308 по 1323 год (по другим данным, с 1316). Сын Юрия Львовича (1252—1308). После смерти отца правил вместе с братом Львом Юрьевичем, но их княжеские престолы находились в разных городах. Андрей княжил во Владимире, а Лев — в Галиче.
Андрей Галицкий наладил тесные союзные связи с польским королём Владиславом Локетком и Тевтонским орденом, пытался уменьшить зависимость от Золотой Орды. Продолжительное время воевал с монголо-татарами и Литвой. Погиб одновременно с Львом Юрьевичем, по мнению одних историков — в битве с монголо-татарами, других — с литовцами, защищая от них Подляшье.
Прямых наследников у Андрея Галицкого не было. Поэтому после его смерти и смерти брата Льва на галицкий престол был приглашён племянник Болеслав Тройденович (сын сестры Марии Юрьевны и мазовецкого князя), который впоследствии взял себе имя Юрия II Болеслава.

## Семья
Отец: Юрий I Львович (1252—1316) — князь галицкий, 2-й король галицко-волынских земель (1301—1316).
Мать: Ефимия Куявская — дочь куявского князя Казимира.
Дети
- Анна-Буче[1] — княгиня Луцко-Волынская, замужем за литовским князем и галицким королём Любартом Гедиминовичем.